# Historia Francorum

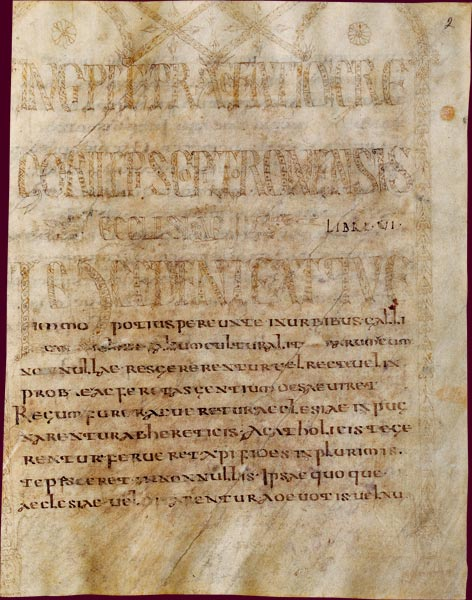
Voorblad van de Historia Francorum (laat-7e-eeuws manuscript in de BnF, 17655 fol.2)

De Historia Francorum of Decem libri historiarum werd geschreven door de Gallo-Romeinse bisschop Gregorius van Tours (538 of 539 – 594). Gregorius van Tours werd in 573 bisschop van Tours. Men spreekt ook weleens over De kronieken van de Franken. Nog een andere benamingen voor de geschiedenis van de Franken is Tien boeken van historiën (Decem libri historiarum).
Deze Historia Francorum is een van de weinige bronnen die ons van heel wat informatie voorziet over de vroege geschiedenis van het Frankische Rijk en de rol van Clovis hierin. Hoewel dit een allesbehalve geordende en samenhangende geschiedenis van de Franken is, zijn we toch sterk op deze bron aangewezen want bronnen rond dit thema zijn, uitgezonderd van de Historiae, heel schaars.

## Deel 1
Het is meer een verzameling verhalen dan een informatieve bron. De bron bestaat uit tien boeken. De eerste vier boeken vertellen wat meer over de geschiedenis van de wereld vanaf het ontstaan ervan, de evangelisatie van Gallië, het leven en lijden van Sint Martinus van Tours, de bekering van de Franken en de verovering van Gallië onder Clovis. Opmerkelijk is ook de gedetailleerde geschiedenis van de Frankische koningen tot aan de dood van Sigibert (Sigebert I) in 575. Voor deze vier boeken werd ook beroep gedaan op andere, oudere bronnen. Hieronder ziet u een deel van de tekst uit het vierde boek.
45. Quod Mummolus Turonus venit.
Multa enim Mummolus bella gessit, in quibus victur extetit. Nam post mortem Chariberthi, cum Chilpericus Toronus ac Pectavis pervasissit, quae Sigybertho regi per pactum in partem venerant, coniunctus rex ipse cum Gunthchramno fratre suo, Mummolum elegunt, qui has urbes ad verum dominium revocare deberet. Qui Toronus veniens, fugato exinde Chlodovecho, Chilperici filium, exacta populo ad partem regis Sigyberthi sacramenta, Pectavum accessit. Sed Basilius ac Sigarius Pectavi civis, collecta multitudine, resistere voluerunt; quos de diversis partibus circumdatus oppressit, obruit, interimit, et sic Pectavum accedens, sacramenta exigit. Haec interim de Mummolo dicta sufficiant; reliqua in posterum sunt digerenda.

## Deel 2
De volgende twee boeken, boek vijf en zes, eindigen met de dood van Chilperik I in 584. De periode waarin Chilperik I onder andere Tours onder zijn hoede had, was er een met een gespannen relatie tussen Chilperik I en Gregorius van Tours. Deze spanningen kwamen er onder andere door geruchten dat de bisschop van Tours zijn vrouw had belasterd. Daarvoor liet Chilperik I Gregorius van Tours arresteren en berechten voor verraad. Dit was een zware domper voor zijn status als bisschop maar ook voor zijn leven. Deze slechte verhouding kan ook makkelijk uit bron afgeleid worden, meer bepaald in het laatste hoofdstuk van het zesde boek, waarin van Tours Chilperik met behulp van scheldwoorden beschrijft als een onsympathiek persoon.

## Deel 3
Het derde en laatste deel van de Historia Francorum bestaat uit het zevende, achtste, negende en tiende boek. In dit laatste deel wijdde Gregorius van Tours zelf uit over het jaar 591.
De epiloog voor het geschiedenisboek werd geschreven in het jaar 594, hetzelfde jaar waarin Gregorius van Tours stierf.

## Historisch belang
De Historia Francorum is van groot historisch belang omdat het juist een overgangsperiode beschrijft, een periode die start na het verval van het Romeinse rijk en de middeleeuwen inleidt. Over die periode zijn bitter weinig bronnen beschikbaar. Het motief van Gregorius is om bij het volk het belang en de invloed van het christendom duidelijk te maken. Dat Gregorius van Tours een katholieke bisschop is, blijkt ook duidelijk uit de Historiën. Joden en heidenen worden hierin zwaar onder vuur genomen. Een voorbeeld hiervan is te lezen in het tweede boek. Hier beschrijft hij de heidenen letterlijk als incestueuze en zwakke mensen.
Naast joden en heidenen werden ook de Visigoten bekritiseerd, want zij waren in die tijd nog overwegend arianen. Hij voelde een zekere dreiging van dit arianisme. Omdat hij deze andere geloofsovertuigingen bekritiseert, wordt de Historia Francorum ook wel gezien als een middel om het christelijk geloof te promoten en te verspreiden. Dit zou ook blijken uit een passage waarin hij duidelijk maakt dat de pas gedoopte Clovis een veel beter leven leidt dan voorheen, toen hij nog ongelovig was. Alle moeilijkheden waarmee hij te kampen had toen hij nog heiden was, voor zijn doopsel dus, zouden plots allemaal opgelost zijn.
Het is tevens de vraag of Gregorius van Tours koningsgezind was en daarom een geschiedenis van de vorsten schreef om deze te behagen.

## Nederlandse vertaling
- Gregorius van Tours, Historiën, vertaald en van aantekeningen voorzien door F.J.A.M. Meijer en uitgebreid ingeleid door M.A. Wes, 1994. ISBN 9789026312748